# Ekonomiczna analiza podziału władz
Ekonomiczna analiza podziału władz – pojęcie z zakresu ekonomicznej analizy prawa traktujące o ekonomicznych kosztach funkcjonowania różnych systemów podziału władz w państwach.

## Główne założenia
Tradycyjny podział władz opiera się na rozdzieleniu i wzajemnym uzależnieniu od siebie poszczególnych elementów władzy, co ma na celu ich osłabienie oraz jednoczesne wzmocnienie pozycji społeczeństwa. Rolą ekonomicznej analizy prawa w tym zakresie jest ocena podziału władz przez pryzmat ekonomiczny, m.in. poprzez badanie skutków przesunięć kompetencji poszczególnych elementów władzy publicznej. Mimo potencjalnie dużemu znaczeniu, w literaturze ekonomicznoprawnej podziałowi władz poświęcono niewiele miejsca.

### Teza Posnera
Jedną z tez na temat ekonomicznego aspektu podziału władz sformułował amerykański prawnik Richard Posner. Zauważył on, że wprowadzenie podziału władzy zwiększa koszty transakcyjne. Teza ta uzasadniona jest faktem, że wykonywanie władzy publicznej wiąże się nieodłącznie z podejmowaniem decyzji i działań o wymiarze ekonomicznym. Gdy podział władzy opiera się na jednym elemencie, podejmowanie tych działań następuje stosunkowo szybko, co umożliwia także zmniejszenie kosztów ekonomicznych.

### Analiza Brennana i Hamlina
Prof. George Brennan z Australijskiego Uniwersytetu Narodowegoo oraz prof. Alan Hamlin z Uniwersytetu w Manchesterze porównali sytuację istnienia jednego ośrodka władzy do monopolu. Jego zniesienie może nastąpić horyzontalnie albo wertykalnie. Podział horyzontalny opiera się na rozdziale i rozłożeniu obowiązków na większą liczbę podmiotów. Następuje to zazwyczaj w drodze pojawienia się w ramach rynku (lub w tym przypadku państwa) kolejnych podmiotów, które wykonują te same działania. Podział wertykalny zakłada wykonywanie jednego zadania przez więcej niż jeden podmiot (np. jeden przedsiębiorca produkuje telewizory, a drugi zajmuje się ich sprzedażą).
G. Brennan i A. Hamlin wskazują, że w przypadku podziału władzy mamy do czynienia z wertykalnym podziałem monopolu, co z ekonomicznego punktu widzenia oznacza, że podział władzy nie jest korzystniejszy dla obywateli niż skupienie władzy w jednym elemencie. Jest tak, gdyż zwiększenie kosztów działania władz państwowych wiąże się ze zwiększonymi wydatkami także po stronie obywateli.

## Problematyka
Głównym problemem założeń ekonomicznej analizy podziału władz jest dysonans pomiędzy aspektem ekonomicznym a aspektem sprawiedliwości i jakości. Z punktu widzenia ekonomii podział władzy nie jest opłacalny. Powoduje on znaczne zwiększenie kosztów podejmowania decyzji i funkcjonowania struktur państwa. Z drugiej strony monteskiuszowski model trójpodziału władz uznawany jest od dawna za model znacznie bezpieczniejszy w aspekcie stabilności struktur państwa.
Innym problemem jest brak szczegółowych analiz ekonomicznoprawnych na temat podziału władz. Teza R. Posnera czy analiza G. Brennana oraz A. Hamlina stanowią wyłącznie ogólne spojrzenie na tę materię.